# Nicole (Vorname)
Der weibliche Vorname Nicole ist eine Form des Namens Nikolaus. In den frankophonen Gebieten existiert Nicole auch als Familienname.

## Namenstag
Der Namenstag wird am 6. Dezember gefeiert.

## Verbreitung
Die Beliebtheit des Vornamens Nicole nahm seit Ende der 1950er-Jahre stark zu. In der ersten Hälfte der 1970er-Jahre war der Name durchweg der am häufigsten vergebene weibliche Vorname in Deutschland. Dann nahm seine Popularität zunächst langsam, ab Mitte der 1980er-Jahre stark ab. Mittlerweile gehört der Name wieder zu den weniger populären Namen in Deutschland.

## Namensträgerinnen
Einzelname:
- Nicole (Penthièvre) (* vor 1434; † nach 19. Dezember 1479), Tochter von Charles de Châtillon-Blois, Baron d‘Avaugour, Seigneur de Reynal
- Nicole (Lothringen) (1608–1657), Herzogin von Lothringen und Bar

Vorname:
- Nicole Belloubet (* 1955), französische Politikerin
- Nicole Belstler-Böttcher (* 1963), deutsche Schauspielerin
- Nicole Beutler (* 1969), österreichische Film- und Theaterschauspielerin
- Nicole Burns-Hansen (* 1973), Schweizer Wertungsrichterin und Tanzprofi
- Nicole Faust (* 1973), deutsche Ruderin
- Nicole Fontaine (1942–2018), französische Politikerin
- Nicole Heesters (* 1937), deutsche Schauspielerin
- Nicole Hirschmann, deutsche Journalistin, Hörfunk- und Fernsehmoderatorin
- Nicole Hosp (* 1983), österreichische Skirennläuferin
- Nicole Kemper (* 1975), deutsche Tierärztin und Hochschullehrerin
- Nicole Kidman (* 1967), US-amerikanische Schauspielerin
- Nicole Küchler-Stahn (* 1980), deutsche Medienmanagerin, Wirtschaftswissenschaftlerin und Hochschullehrerin
- Nicole Markwald (* 1974), deutsche Journalistin
- Nicole McNamara (* 1997), kanadische Beachvolleyballspielerin
- Nicole Minetti (* 1985), italienische Politikerin
- Nicole Muñoz (* 1994), kanadische Schauspielerin
- Nicole Noevers (* 1968), niederländische Moderatorin
- Nicole Nordhaus (* 1978), deutsche Biathletin
- Nicole Richie (* 1981), US-amerikanisches Model und It-Girl
- Nicole Scherzinger (* 1978), US-amerikanische Tänzerin, Sängerin und Schauspielerin
- Nicole Sheridan (* 1975), US-amerikanische Pornodarstellerin und Schauspielerin
- Nicole Then (* 1980), deutsche Weinkönigin und Moderatorin
- Nicole Uphoff (* 1967), deutsche Dressurreiterin
- Nicole Vaidišová (* 1989), tschechische Tennisspielerin
- Nicole Wray (* 1981), US-amerikanische Sängerin

Künstlername:
- Nicole (Sängerin, 1964) (* 1964), deutsche Schlagersängerin
- Nicole (Sängerin, 1977) (* 1977), chilenische Sängerin

Männliche Namensträger:
- Nicole Bozon (13./14. Jahrhundert), Franziskaner und Schriftsteller anglonormannischer Sprache